# Cratocnema tricolor
Cratocnema tricolor är en stekelart som beskrevs av Granger 1949. Cratocnema tricolor ingår i släktet Cratocnema och familjen bracksteklar. Inga underarter finns listade i Catalogue of Life.